# Petite Écurie
La Petite Écurie è un edificio che si trova a Versailles, in Place d'Armes, di fronte alla reggia, tra le avenues de Paris e de Sceaux. Insieme alla Grande Écurie, formava le scuderie reali dell'École de Versailles (un'istituzione che sotto Luigi XIV impiegava circa mille persone). Fu costruita sotto la direzione dell'architetto Jules Hardouin Mansart e completata nel 1681.
Oggi ospita la Scuola nazionale d'architettura di Versailles e i laboratori del Centro di Ricerca e di Restauro dei musei di Francia.

## Storia

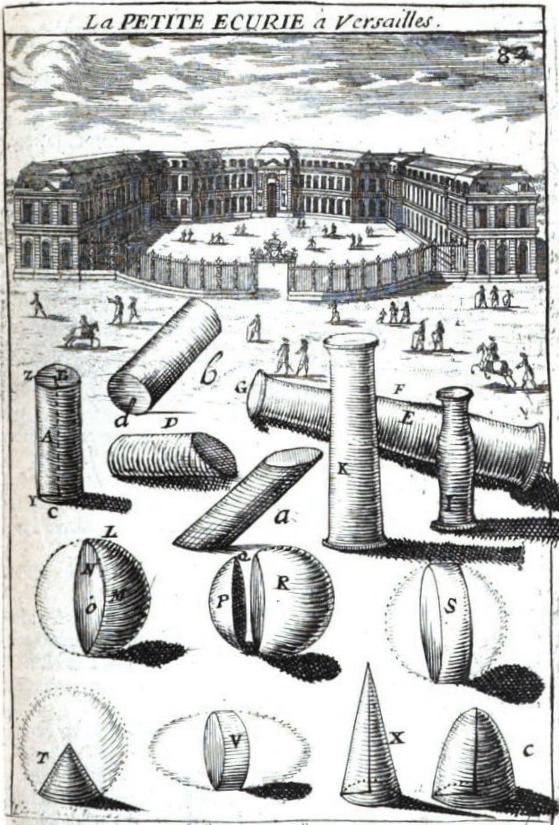
Tavola da La geometria pratica (1702) di Manesson Mallet, maestro di matematica per le pagine della Petite Écurie.

La scuola di Versailles era composta dalla Petite e dalla Grande Écurie.
Identica alla Grande Écurie, da cui è separata dall'Avenue de Paris, sotto l'Ancien Régime la Petite Écurie, riservata alla vecchia nobiltà, era agli ordini del Primo scudiero e ospitava la scuola per i paggi del re. Gli ammessi alla scuola dovevano dimostrare la loro nobiltà almeno dal 1550. Per una famiglia, essere accettata come paggio nella Grande Écurie o nella Petite Écurie del re era un onore secondo solo a quello degli Onori di Corte. La Petite Écurie era principalmente responsabile della cura dei cavalli utilizzati per scopi ordinari, dei cavalli da carrozza e delle carrozze, nonché dei veicoli di lusso come le slitte a gondola.

### La Maréchalerie
Dal 1683 al 1685, dietro la Petite Écurie fu costruita la Maréchalerie. Questo stabilimento integrava le attività di due scuderie e sostituiva la modesta scuderia del Re, che divenne poi la scuderia della Regina.

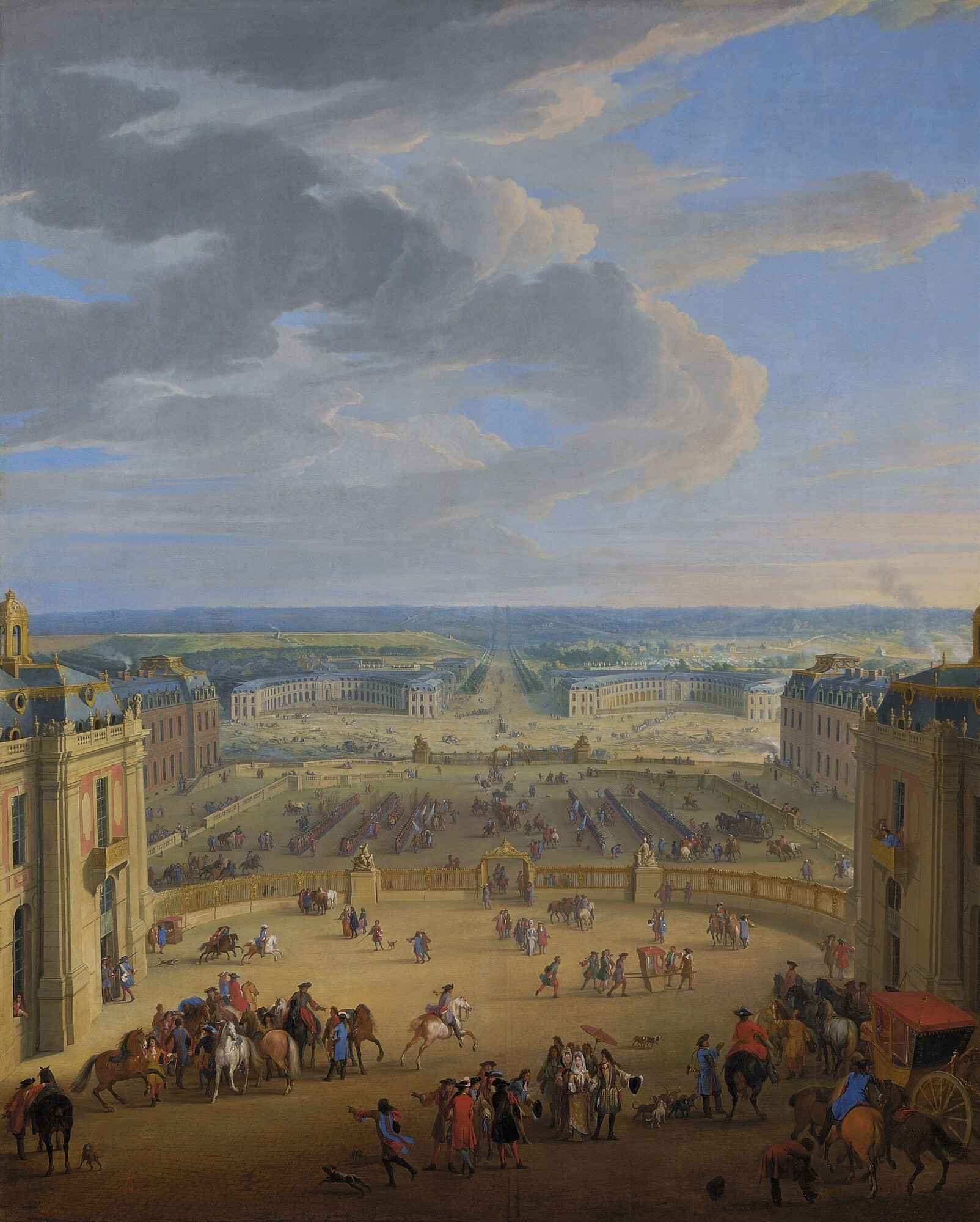
Veduta prospettica della Petite e Grande Écurie da Place d'Armes nel 1688.
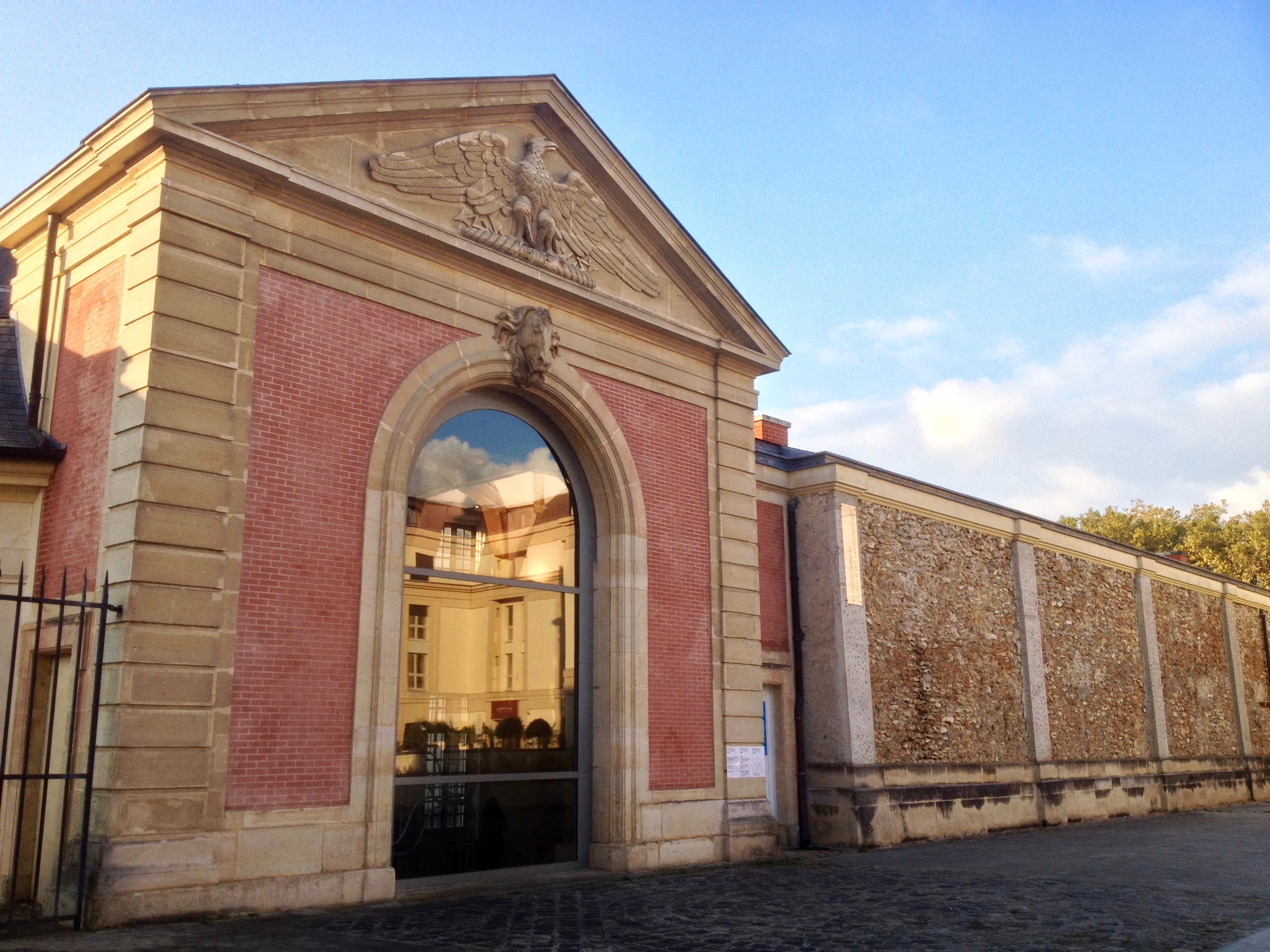
La Maréchalerie
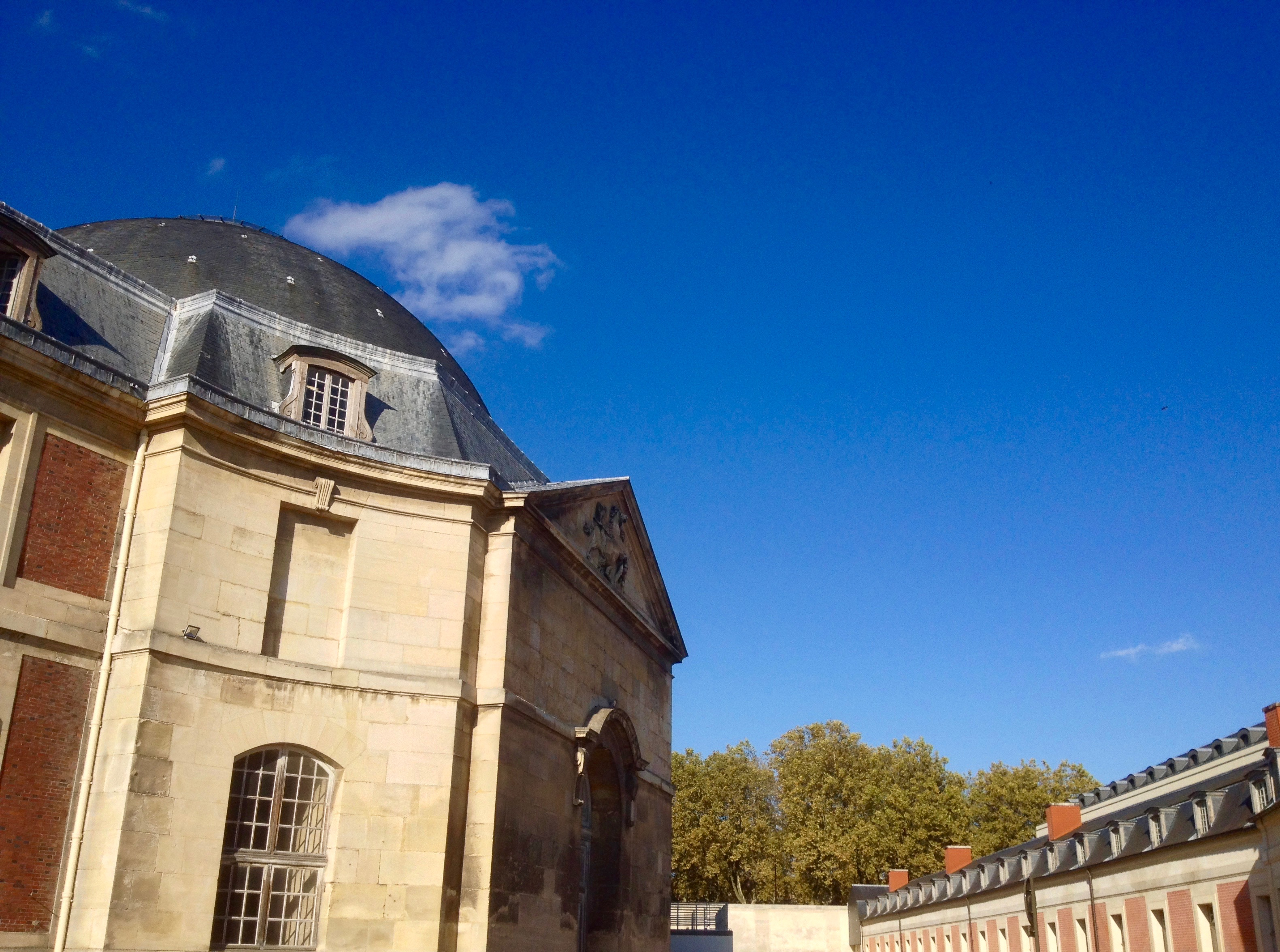
La Petite écurie e la Maréchalerie.

### Dal XX secolo ai giorni nostri
Con decreto del 16 settembre 1929, l'intera Petite Écurie è stata classificata come monumento storico.
Dal 1935 al 1939 è stata la sede dell'École de l'Air, insieme alla base aerea 134 di Versailles.
Nell'estate 1940, sotto l'occupazione nazista, la Wehrmacht vi s'installò, mentre, dal 1969, è sede della Scuola nazionale d'architettura di Versailles.
Tra il 1970 e il 1973 inizia a trasferirsi una gipsoteca, dalla collezione di calchi antichi del museo del Louvre.
Nel 1988, La Maréchalerie è stata dichiarata monumento storico. Dal 1999 ospita anche i laboratori di restauro del Centro di Ricerca e di Restauro dei Musei di Francia. 
Dal 2012, la Petite Écurie ospita una gipsoteca contenente una collezione di circa 5 000 sculture e calchi del mondo antico (soprattutto romano, dato che solo nel XVIII secolo gli archeologi si interessarono alla Grecia). Tra queste figurano le collezioni di calchi del Louvre, dell'École des Beaux-Arts e dell'Institut d'art et d'archéologie della Sorbona. Sotto la direzione di Luigi XIV, Jean-Baptiste Colbert richiese ai collegiali dell'Accademia di Francia a Roma di copiare pezzi antichi per servire da ispirazione agli scultori di Versailles. Negli anni Trenta, questi calchi furono esposti al Louvre, sul pianerottolo della scalinata della Nike di Samotracia; oggi è inconcepibile che un museo esponga originali e calchi sullo stesso piano. I gessi delle Beaux-arts, alcuni dei quali sono stati saccheggiati nel maggio del '68, hanno conservato i graffiti originali, che le autorità hanno considerato parte della storia delle opere. La gipsoteca della Petite Écurie è stata allestita negli anni '70, ma fino ad allora era rimasta chiusa al pubblico.
Dal 2008, nell'ambito della campagna per la salvaguardia delle sculture del Castello, diverse statue sono state collocate nella Galleria delle Sculture e sostituite da copie. Tra queste, la statua della fontana di Latona (2015) e i gruppi scultorei del boschetto dei bagni d'Apollo (2010).

## Galleria d'immagini

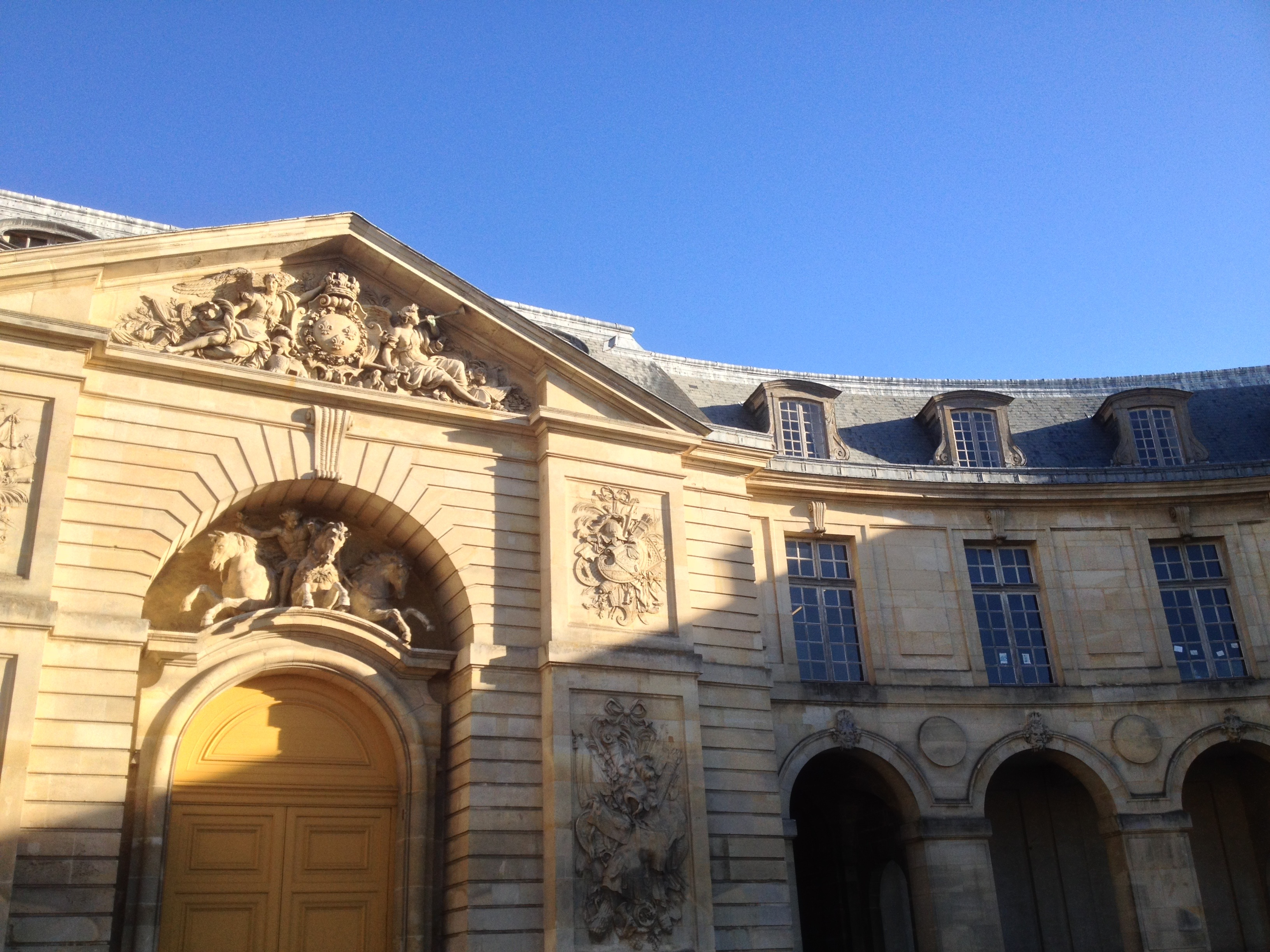
La facciata della Petite Écurie, ingresso della Galleria delle sculture.
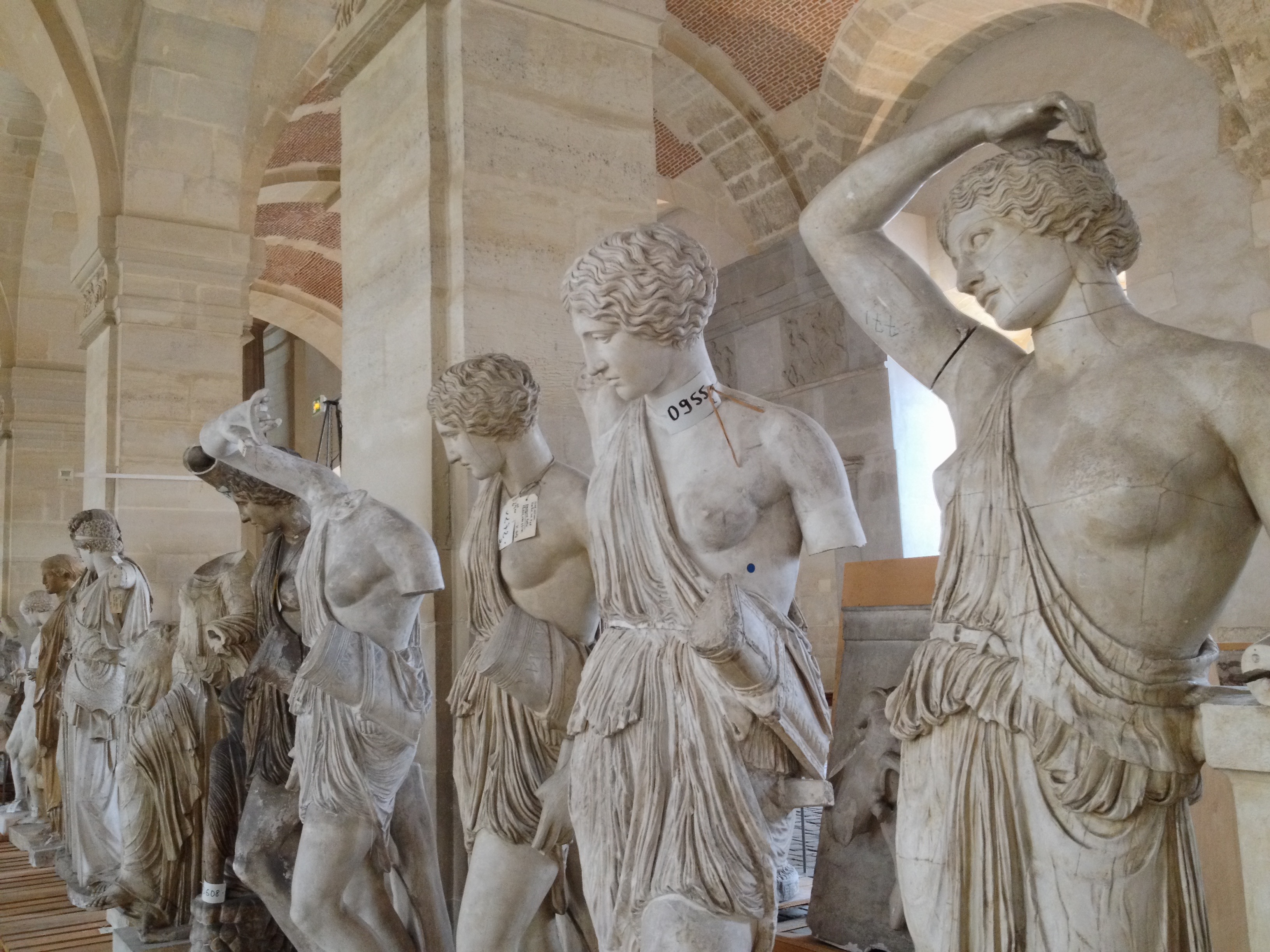
Galleria delle sculture e dei calchi
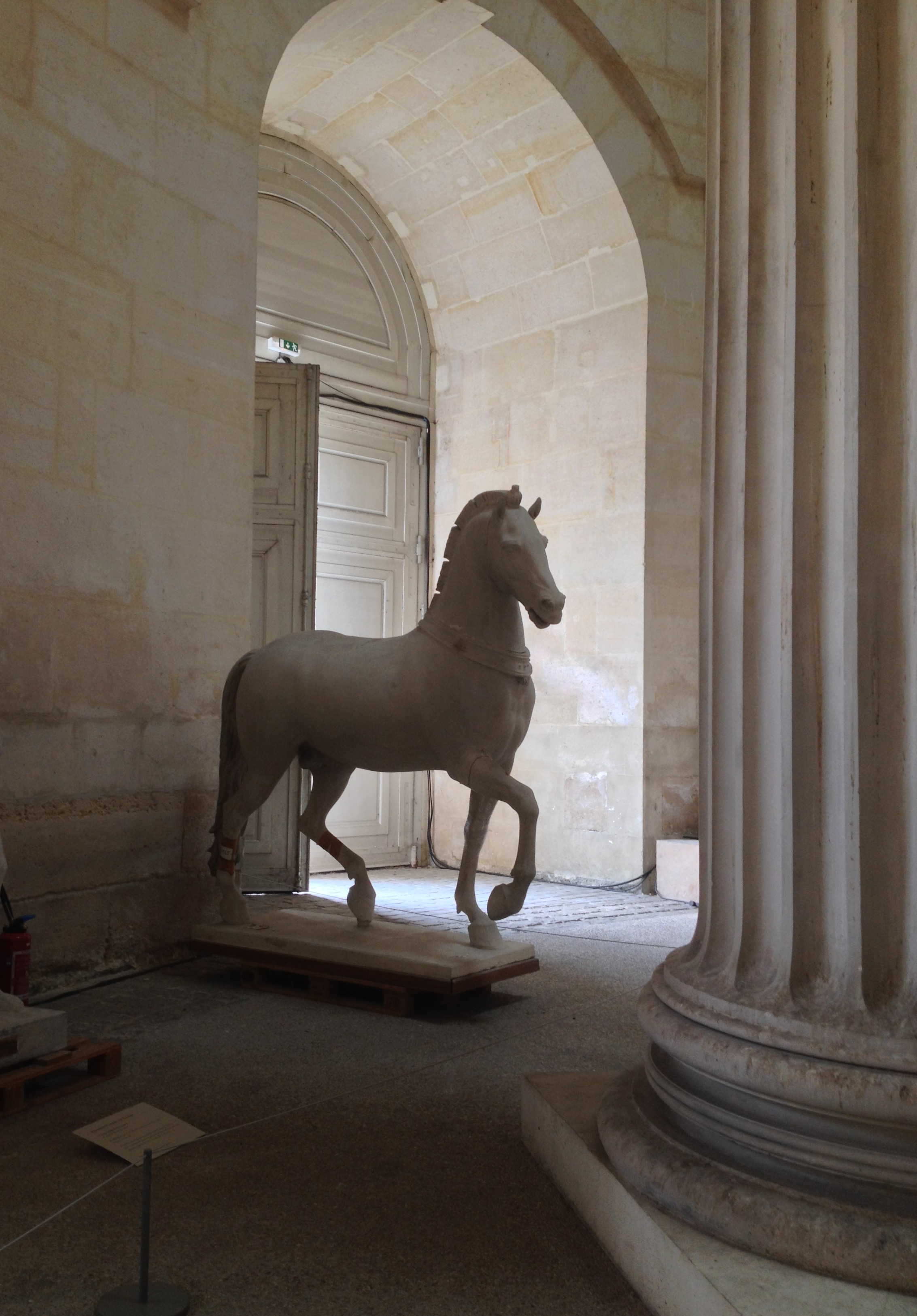
Galleria delle sculture e calchi ai piedi della rotonda
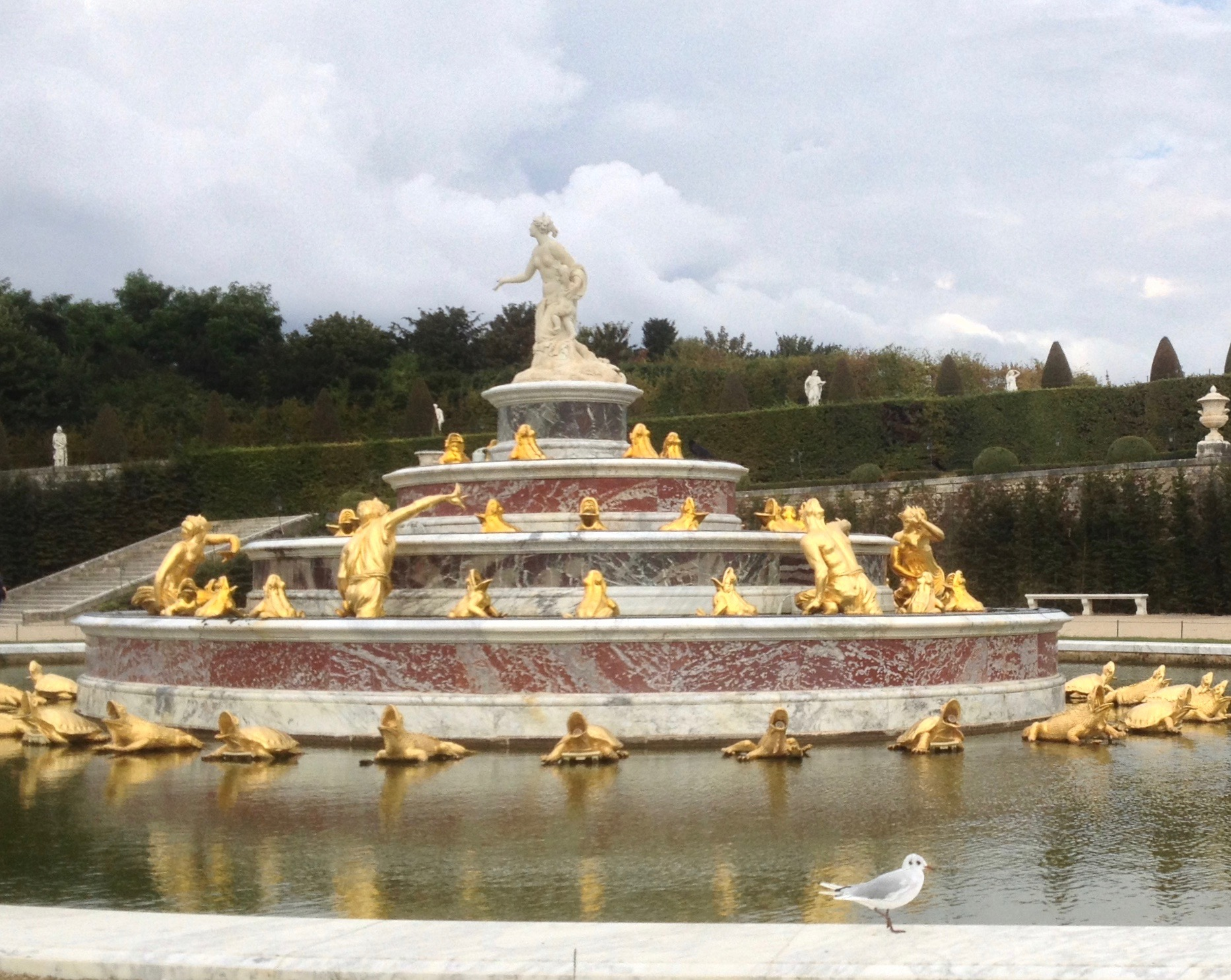
La fontana di Latona
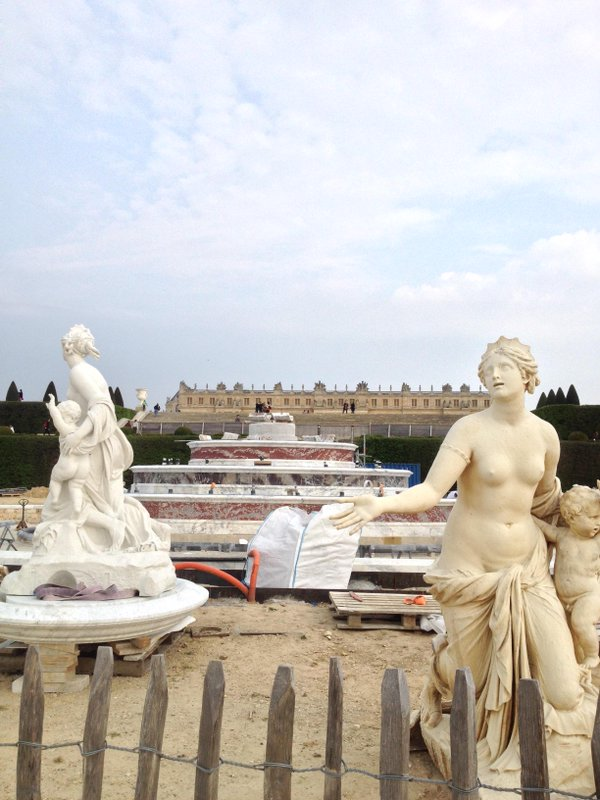
Copia della statua di Latona in costruzione
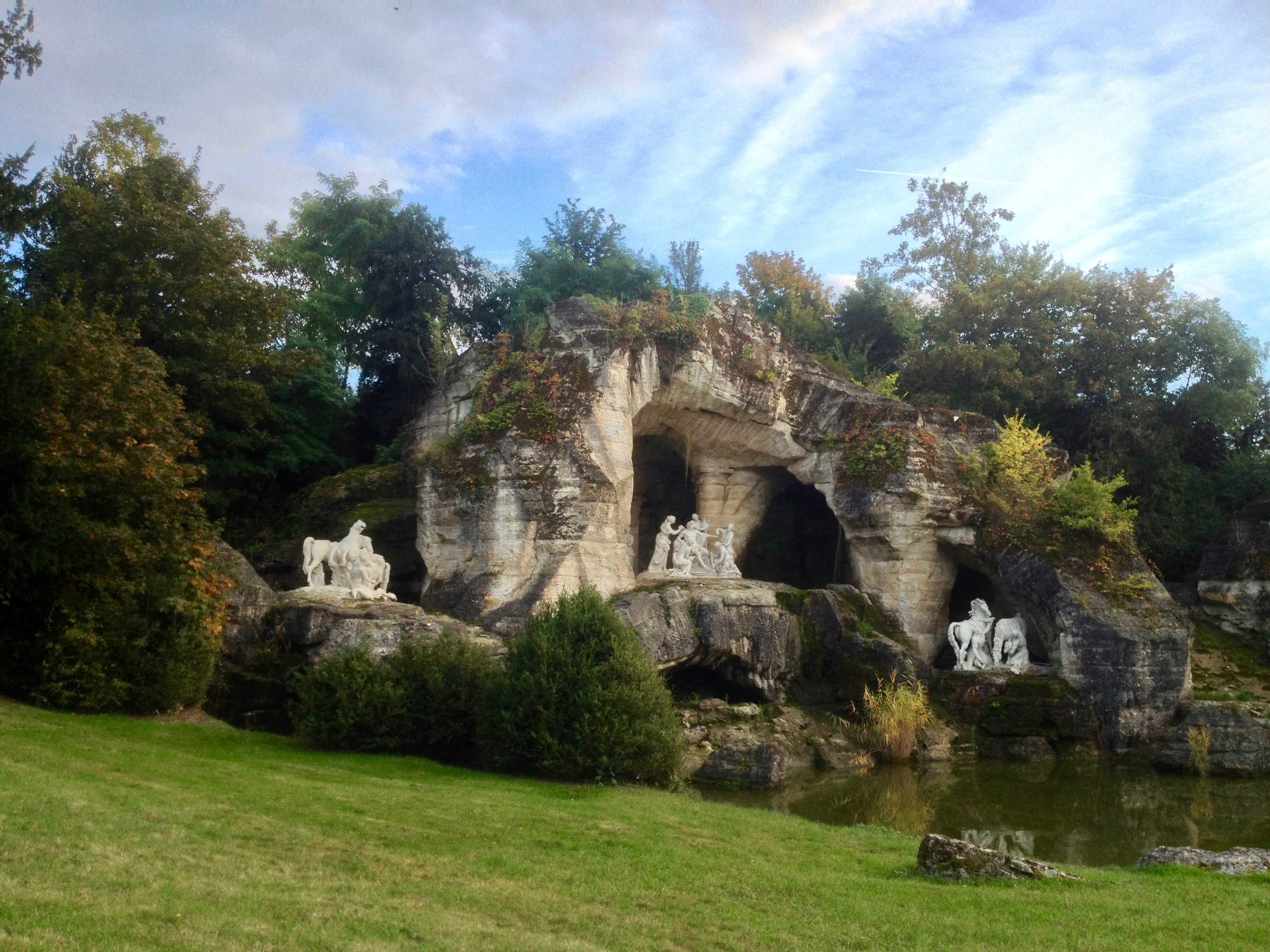
Boschetto dei bagni d'Apollo